# Nepenthes chang
Nepenthes chang är en tvåhjärtbladig växtart som beskrevs av M. Catal. Nepenthes chang ingår i släktet Nepenthes och familjen Nepenthaceae. Inga underarter finns listade i Catalogue of Life.

## Bildgalleri

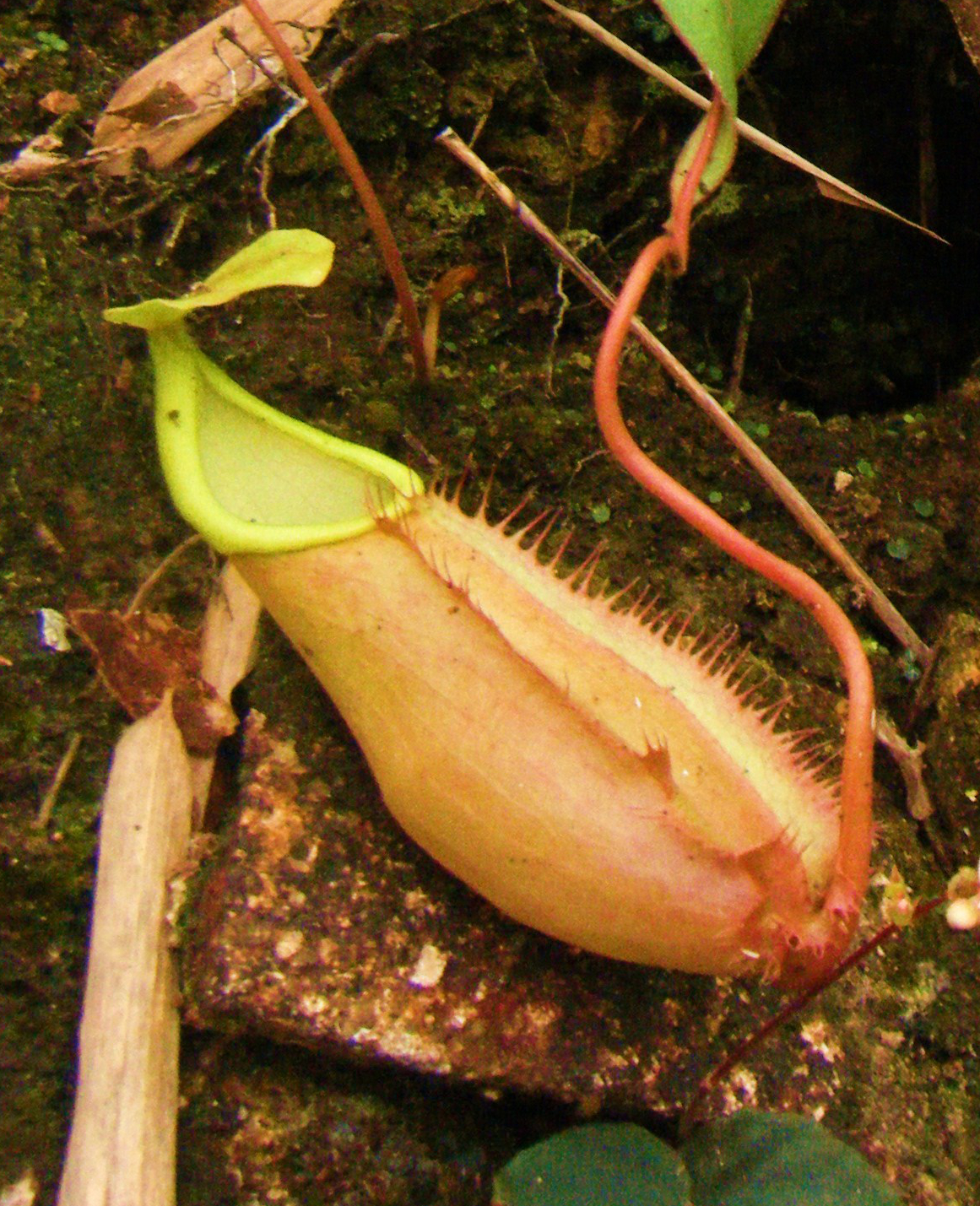
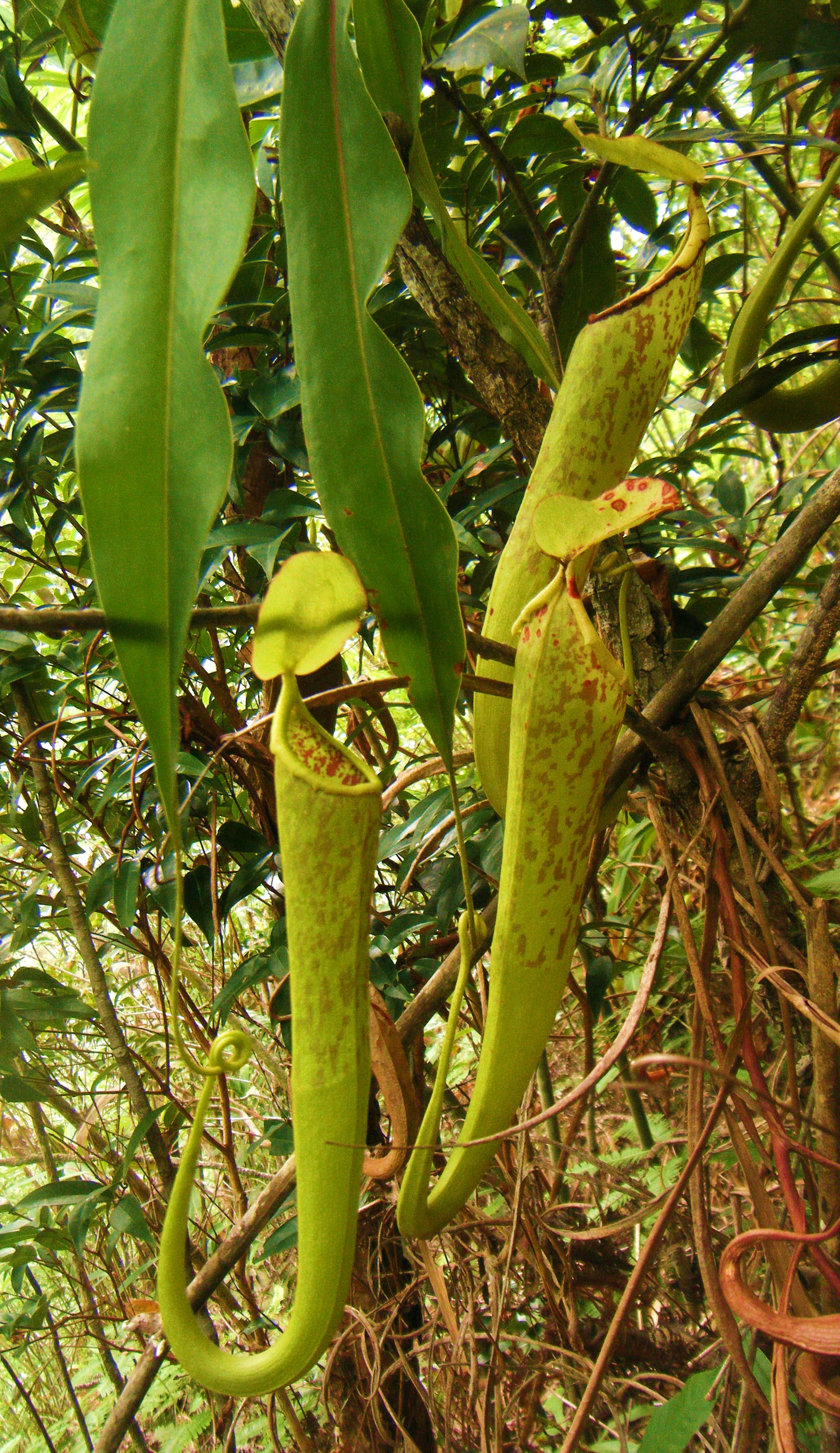
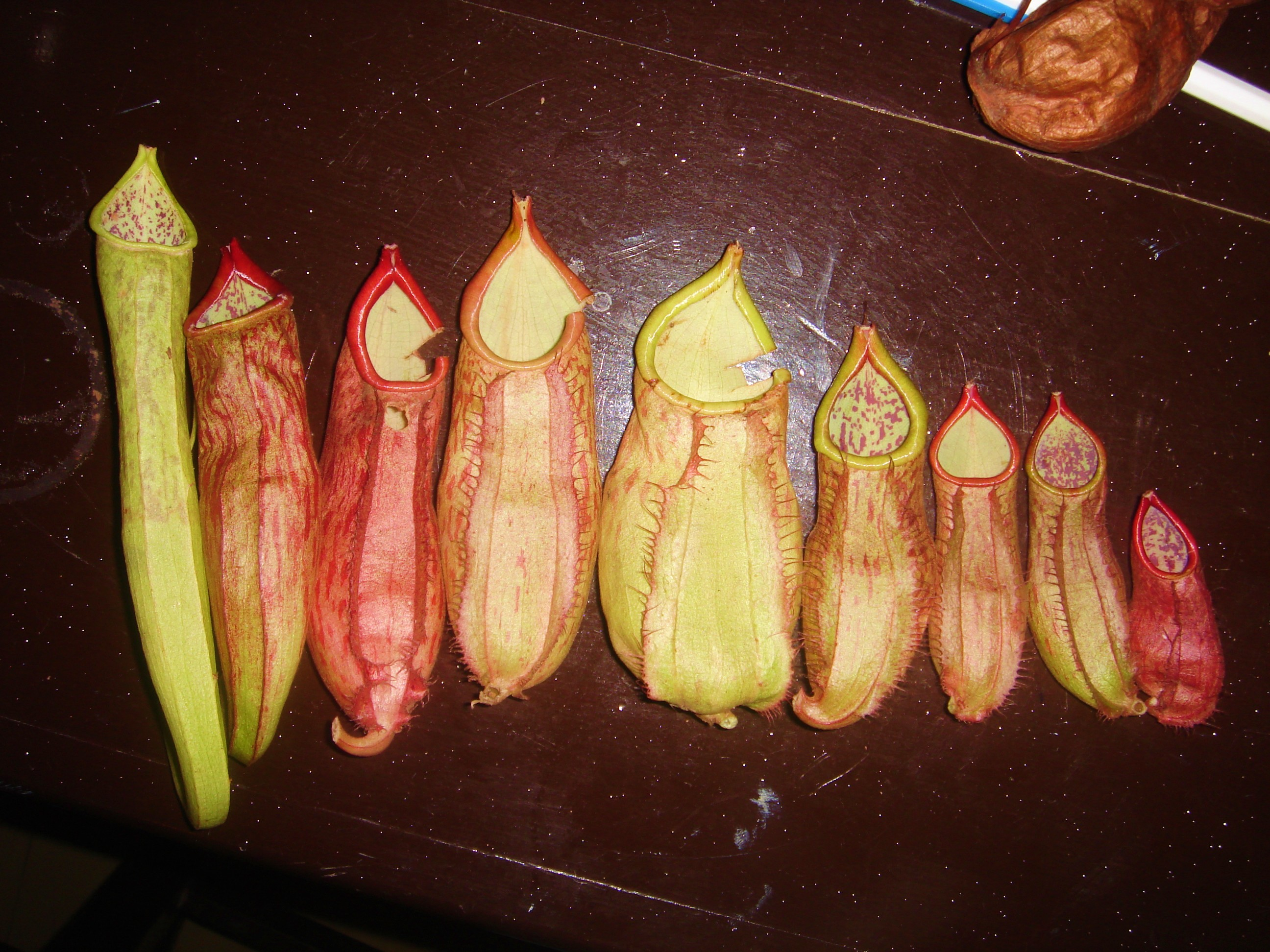
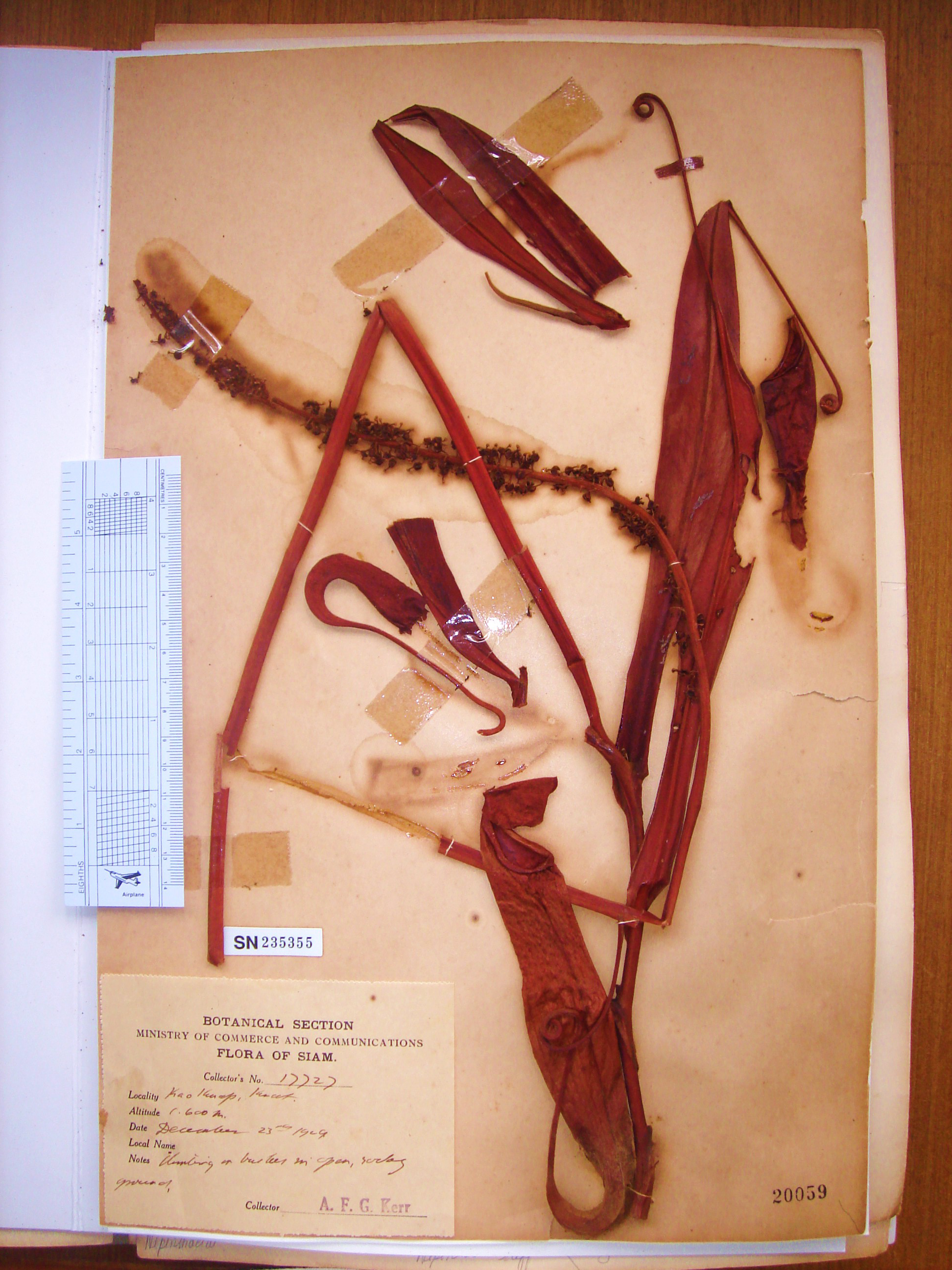